# ChemistryOpen
ChemistryOpen —  науковий журнал, який видає Wiley-VCH від імені ChemPubSoc Europe відповідно до моделі відкритого доступу. Журнал був заснований у 2012 році і станом на 2023 рік випускає шість номерів на рік. Публікуються статті з усіх галузей хімії.
Імпакт-фактор у 2020 році становив 2,911. Відповідно до статистики Web of Science, цей імпакт-фактор ставить журнал на 94 місце серед 178 журналів у категорії «Мультидисциплінарна хімія».

## Сестринські журнали
ChemistryOpen є частиною Chemistry Europe, спільноти 16 хімічних товариств із 15 європейських країн. Вони публікують серію хімічних журналів, зокрема Chemistry – A European Journal, European Journal of Organic Chemistry, European Journal of Inorganic Chemistry, Chemistry — Methods, Batteries & Supercaps, ChemBioChem, ChemCatChem, ChemElectroChem, ChemMedChem , ChemPhotoChem , ChemPhysChem, ChemPlusChem ChemSystemsChem і ChemistrySelect .